# Ninfeo di Punta Epitaffio
Il Ninfeo di Punta Epitaffio è un ninfeo romano, risalente al I secolo d.C. all'epoca dell'imperatore romano Claudio (41-54 d.C.), situato ad una profondità di circa 7 metri sotto il livello del mare all'interno del Parco sommerso di Baia, nel golfo di Pozzuoli, in Campania.

## Scavi
Nel 1969 avvenne la scoperta casuale di un notevole gruppo scultoreo in marmo, straordinario per la qualità delle sculture e le dimensioni dei blocchi. Fu quindi effettuato uno scavo sistematico dell'ambiente, integralmente esplorato con quattro campagne di scavo negli anni. Le sculture rinvenute vennero successivamente trasferite nel Museo archeologico dei Campi Flegrei, istituito all'interno del Castello aragonese di Baia, mentre copie delle statue furono successivamente collocate nella posizione originale nel sito sommerso.

### Sculture
| Immagine | Titolo                              |
| -------- | ----------------------------------- |
|          | Ulisse                              |
|          | Baio                                |
|          | Dioniso con pantera                 |
|          | Statua di bambina (Claudia Ottavia) |
|          | Antonia Minore                      |
|          | Dioniso con corona d'edera          |

Il gruppo statuario principale ospitato nell'abside terminale, a dominare la sala, raffigurava l'episodio dell'Odissea in cui Ulisse, prigioniero insieme ad alcuni compagni nella grotta di Polifemo, cerca di ubriacare il ciclope per poi accecarlo. Di questo gruppo sopravvivono la figura di Ulisse rappresentato nell'atto di offrire a Polifemo la coppa di vino, e uno dei compagni, che reca l'otre, mentre non resta traccia della figura del Ciclope, che probabilmente occupava la posizione centrale.
Delle otto statue ospitate nelle nicchi laterali, quattro sono state trovate in ottimo stato di conservazione: due sono in carattere con la destinazione dell'ambiente a sala per banchetti, trattandosi di figure di Dioniso giovinetto con chiaro richiamo al gruppo odissiaco dell'abside. Delle due altre, la prima ritrae Antonia Minore come Augusta, con in capo un diadema e in braccio un fanciullo alato, forse un Eros funerario; l'atra è bimba dalle delicate fattezze, con un'acconciatura che ricorda i ritratti giovanili di Nerone, anch'essa ornata di gemme sul capo. Ne è stata proposta l'identificazione con Claudia Ottavia, futura sposa di Nerone, come è stato proposto, o più probabilmente una delle figlie di Claudio morte in tenera età. Delle altre statue, come per il Polifemo, non si è trovata alcuna traccia.
Già al momento della scoperta si vide la notevole rassomiglianza dei frammenti scultorei rinvenuti con il celebre gruppo scultoreo di Ulisse che acceca Polifemo al Museo archeologico nazionale di Sperlonga, ritrovato nel 1957 nella villa di Tiberio, che aveva come il presente funzione di adornare il triclinium dell'imperatore.

## Struttura
L'ambiente si presentava come una grande sala rettangolare di diciotto metri per dieci circa, conclusa in fondo da un'abside semicircolare, interamente rivestita di marmo, con una grande vasca al centro. Nelle pareti laterali si aprivano quattro nicchie, ciascuna delle quali ospitava una statua, mentre lungo il perimetro della sala correva un canale per lo scorrimento dell'acqua. In base a questa struttura è possibile risalire alla destinazione dell'ambiente, ossia un grande ninfeo con funzione di triclinium, cioè sala per banchetti. La decorazione era volta a ricreare l'atmosfera di una grotta, attraverso la finta roccia che rivestiva l'abside, le nicchie laterali e l'arcone di ingresso, e soprattutto grazie all'acqua che scorreva nel canale laterale e nel bacino centrale.